# Szlak Kultury Żydowskiej w Żarkach

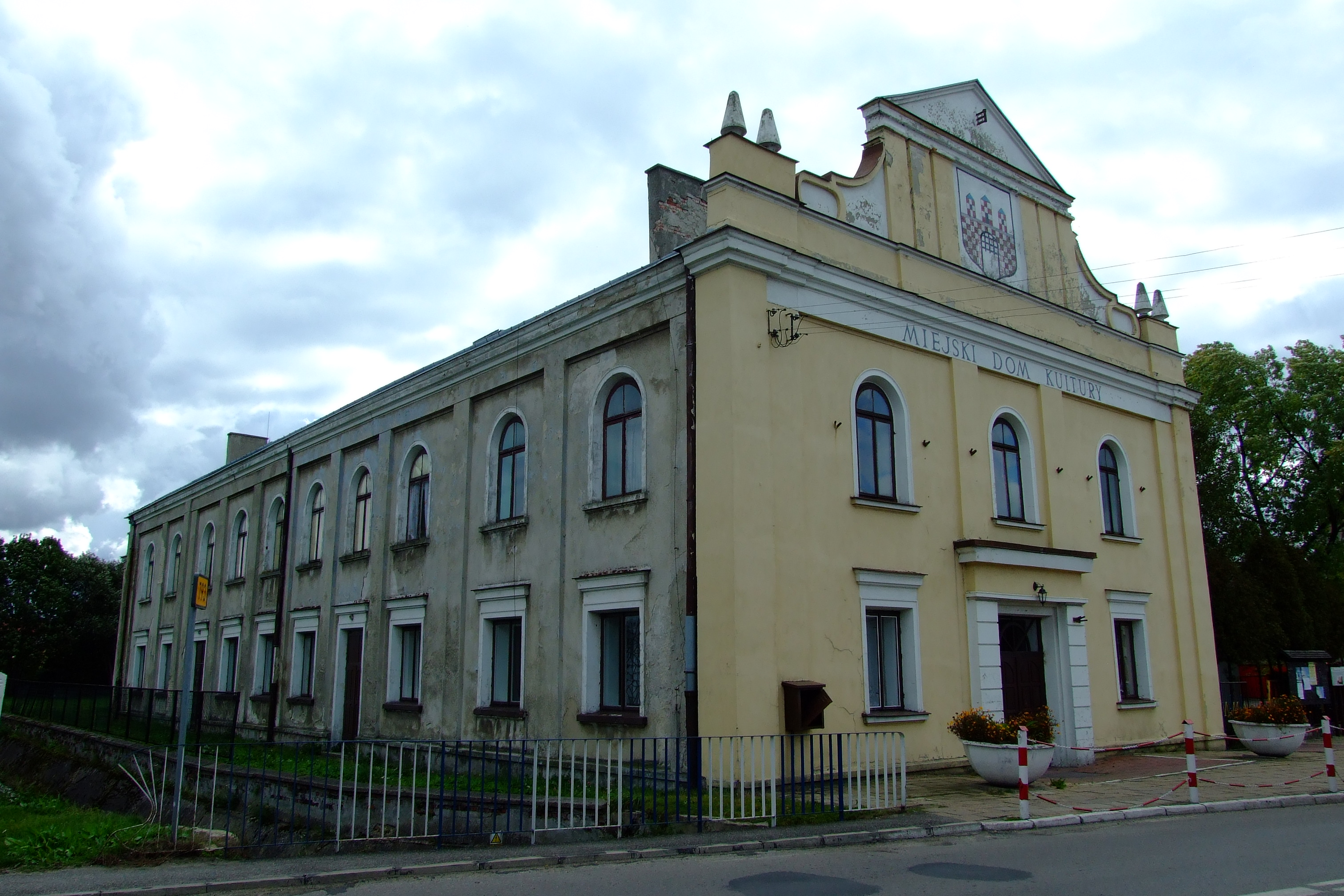
Synagoga w Żarkach w 2007

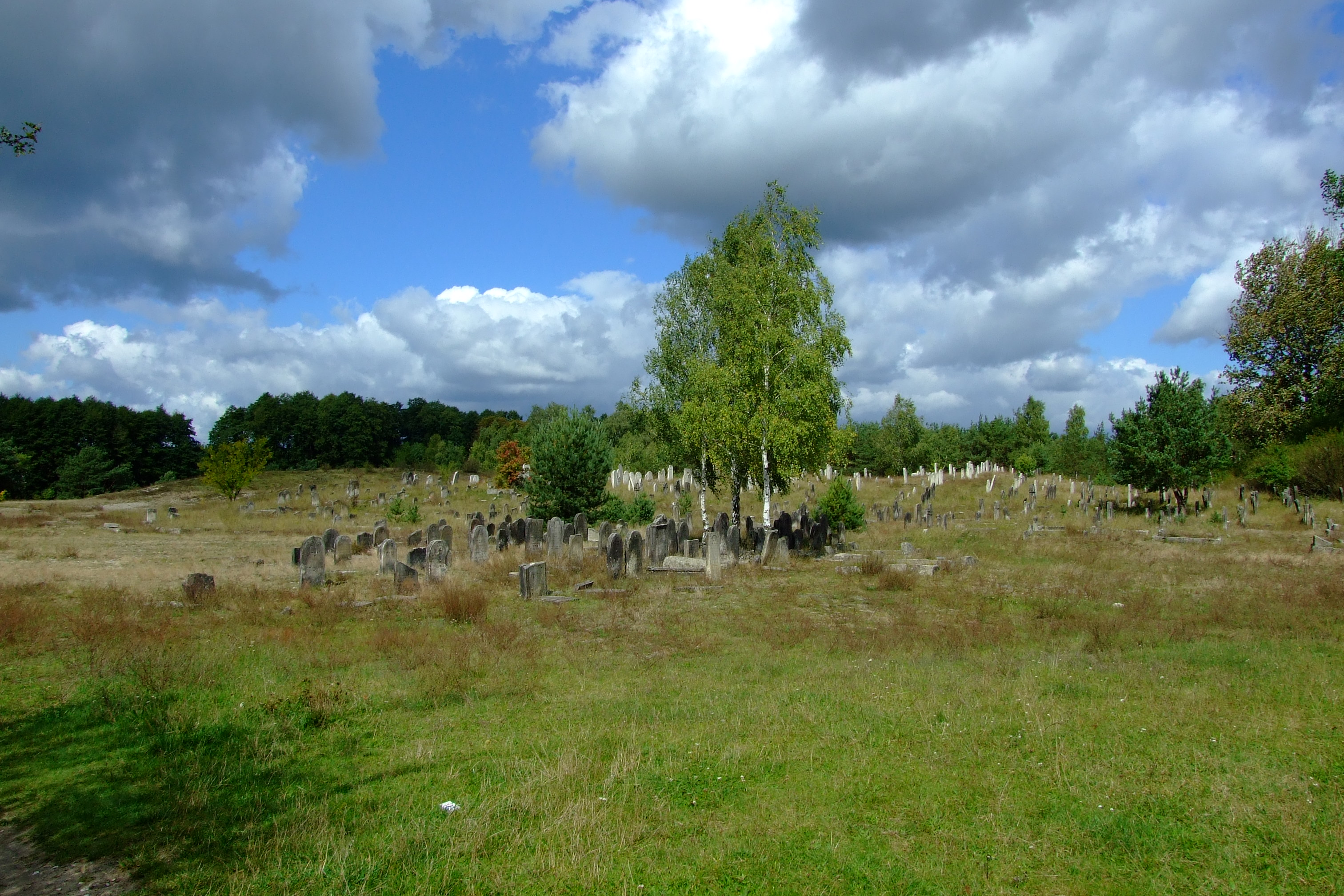
cmentarz żydowski

Szlak Kultury Żydowskiej w Żarkach – szlak turystyczny obejmujący miejsca i zachowane ślady materialne związane z kulturą żydowską w Żarkach. Powstał ze środków finansowych Samorządu Województwa Śląskiego oraz Miasta i Gminy Żarki.
Trasa rozpoczyna się przy ulicy Koziegłowskiej i obejmuje 6 przystanków:
- Przystanek 1: dom przy ul. Częstochowskiej 49
- Przystanek 2: miejsce po starym cmentarzu żydowskim
- Przystanek 3: nowy cmentarz żydowski
- Przystanek 4: synagoga
- Przystanek 5: żydowska zabudowa Starego Miasta
- Przystanek 6: getto

Wszystkie obiekty są oznaczone specjalnymi tablicami z tekstem w języku polskim i angielskim.